# Маріо Веларде
Маріо Веларде Веласкес (ісп. Mario Velarde Velázquez, нар. 29 березня 1940, Сан-Анхель, Мехіко, Мексика — пом. 19 серпня 1997) — мексиканський футболіст та тренер, виступав на позиції півзахисника.

## Клубна кар'єра
Народився в Сан-Анхелі, в одному з районів Мехіко. Спочатку поєднував заняття футболом і вивчення бухгалтерської справи в Національному університеті Мексики. За свою 14-річну кар'єру футболіста виступав у двох клубах, «Некакса» та «Пумас», у футболці яких у чемпіонаті Мексики відзначився понад 70-ма голами. У сезоні 1967/68 років разом з «Пумас» досяг найбільшого успіху в кар'єрі на клубному рівні, став віце-чемпіоном Мексики.

## Кар'єра в збірній
У 1962 році тренер Ігнасіо Трельєс викликав Веларде на чемпіонат світу в Чилі, де Маріо не зіграв жодної гри, а його команда вибула з турніру за підсумками групового етапу. У футболці національної збірної Мексики дебютував 5 листопада 1969 року вже під керівництвом Рауля Карденаса в переможному (1:0) товариському матчі проти Бельгії. А вже в своєму наступному поєдинку за збірну, 11 листопада 1969 року (4:0) проти Норвегії, відзначився дебютним голом за мексиканців. У 1970 році Карденас знову поїхав на чемпіонат світу, але на турнірі залишався гравцем ротації, зігравши лише в поєдинку проти Радянського Союзу (0:0), а мексиканська збірна завершила свої виступи на турнірі в 1/4 фіналу. Загалом у футболці збірної відзначився 3-ма голами в 15-ти матчах.

## Кар'єра тренера
По завершенні кар'єри гравця працював тренером юнацьких команд «Пумаса», а самостійну тренерську діяльність на посаді головного тренера розпочав 1983 року, очоливши молодіжну збірну Мексики, яка виступала на молодіжному чемпіонаті світу в Мексиці. На цьому турнірі команда господарів зіграла одного разу внічию та двічі зазнала поразки, через що припинила боротьбу вже за підсумками групового раунду. Того ж року очолив «Пумас», яким керував протягом наступних чотирьох років. Єдиним досягненням Маріо на тренерському містку клубу стало віце-чемпіонство Мексики сезону 1984/85 років, коли його команда по завершенні третього вирішального поєдинку (попередні два завершилися з рахунком 1:1 та 0:8 відповідно) через суперечливі рішення арбітра програла з рахунком 1:3. У 1986 році Веларде працював помічником сербського тренера збірної Мексики Бори Милутиновича під час чемпіонату світу в Мексиці, де його команда вибула в чвертьфіналі.
У 1987 році Маріо Веларде став головним тренером збірної Мексики, яку він очолював у п'ятнадцяти поєдинках, де здобув тринадцять перемог та зазнав двох поразок. На той час збірна грала виключно товариські матчі, оскільки через дискваліфікацію, накладену ФІФА за виступи занадто вікових гравців у молодіжних збірних, вони не могли взяти участь у кваліфікації чемпіонату світу 1990 року. У 1989 році на тренерському містку національної команди його замінив Альберто Герра. У 1988 році, ще працюючи в національній збірній, зайняв посаду головного тренера столичного клуб «Крус Асуль», з яким виграв титул віце-чемпіона Мексики в сезоні 1988/89 років. У вирішальному поєдинку командаМаріо Веларде знову поступилась «Америці» (2:3 та 2:2). Згодом без особливих досягнень тренував «Толуку».

## Особисте життя
Дружина — Марія Гвадалупе Гонсалес. У Маріо залишилося троє доньок: Клаудія, Габріела та Монік. помер у віці 57 років через інсульт.